# Coripe
Coripe ist eine Gemeinde in der Provinz Sevilla in Spanien mit 1.198 Einwohnern (Stand: 2024). Sie ist Teil der Comarca Campiña de Morón y Marchena in Andalusien.

## Geografie
Die Gemeinde Coripe grenzt an die Gemeinden Algodonales, Morón de la Frontera, Olvera und Puerto Serrano.

## Geschichte
Der Ort geht auf eine antike Siedlung zurück, welche in der Römerzeit Corippo hieß, worauf der heutige Name zurückgeht. In der islamischen Zeit wurden hier Befestigungsanlagen errichtet. Coripe gehörte nach dem Ende von Al-Andalus zu Morón de la Frontera und wurde Ende des 19. Jahrhunderts eine eigene Gemeinde.

## Kultur
Das Dorf ist bekannt für den lokalen Feiertag Quema de Judas (Verbrennung des Judas), der am Ostersonntag stattfindet. Jedes Jahr ziehen die Einwohner durch den Ort und erschießen und verbrennen eine Stoffpuppe, die eine Figur darstellt, die von den Einheimischen als „verachtenswert“ angesehen wird. Beim Judas-Verbrennungsritual im April 2019 wurde eine Attrappe verwendet, die den ehemaligen katalanischen Präsidenten Carles Puigdemont darstellte. Diese Wahl brachte die Stadt im brisanten politischen Klima im Zuge der Katalonienkrise auf kontroverse Weise ins Rampenlicht.